# Czarnowice, Lubusz
Czarnowice (germană Tzschernowitz, în limba sorabă de jos: Luz Carnojce) este o localitate din Polonia, situată în Voievodatul Lubusz, în județul Krosno, în orașul Gubin.
Între anii 1945 și 1954, sediul municipiului era în Czarnowice. În anii 1975-1998 localitatea a aparținut administrativ de regiunea Zielona Gora.
Așezarea este situată la 5 km sud - est de râul Gubin Lubsza (Lubica) pe drumul județean Nr. 286 care duce de la Gubin la Lubska. Satul a fost menționat pentru prima dată în documente în anul 1436 sub numele de germană Tczernewitz, în 1452 găsindu-se sub numele de Czernewitz, în 1527 Zerowicz, în 1538 Zernewicz, în 1937 Schernewitz și după război Czarnowice. Satul a aparținut cu mulți ani în urmă de Mănăstirea de maici din Guben, apoi în anii 1452 - 1554 aparținea de familiile von Sehlstrang, 1554 - 1765 von Polenz și von Kleist. Primul proprietar al satului a fost familia von Kleist, prin August Wilhelm, care cu sprijinul financiar al mamei a dobândit și conacul din sat. După moartea sa, proprietatea a fost moștenită de cei doi fii ai săi. Al treilea proprietar al satului a fost contele von Kleist. În anii 1929 - 1930 familia a trebuit să-și declare falimentul.
În 1952, în Czarnowice trăiau 277 de oameni, în localitate existând 39 ferme. În decembrie 2003, satul a fost racordat la alimentarea cu apă și au fost conectate 75 de gospodării. Acesta are aproximativ 330 de locuitori.

## Monumente
Conform Registrului de la Institutul Național al Patrimoniului, monumentele înscrise pe listă:
- cimitir, din secolul al XIX-lea
  - cimitir Capela
- Casa nr 32, din secolul al XVIII-lea
  - hambar gospodărie, din secolul al XVIII-lea

Alte obiective turistice:
- fragmente de clădire din secolul al XIX-lea al XVIII-lea.[5]

## Galerie imagini

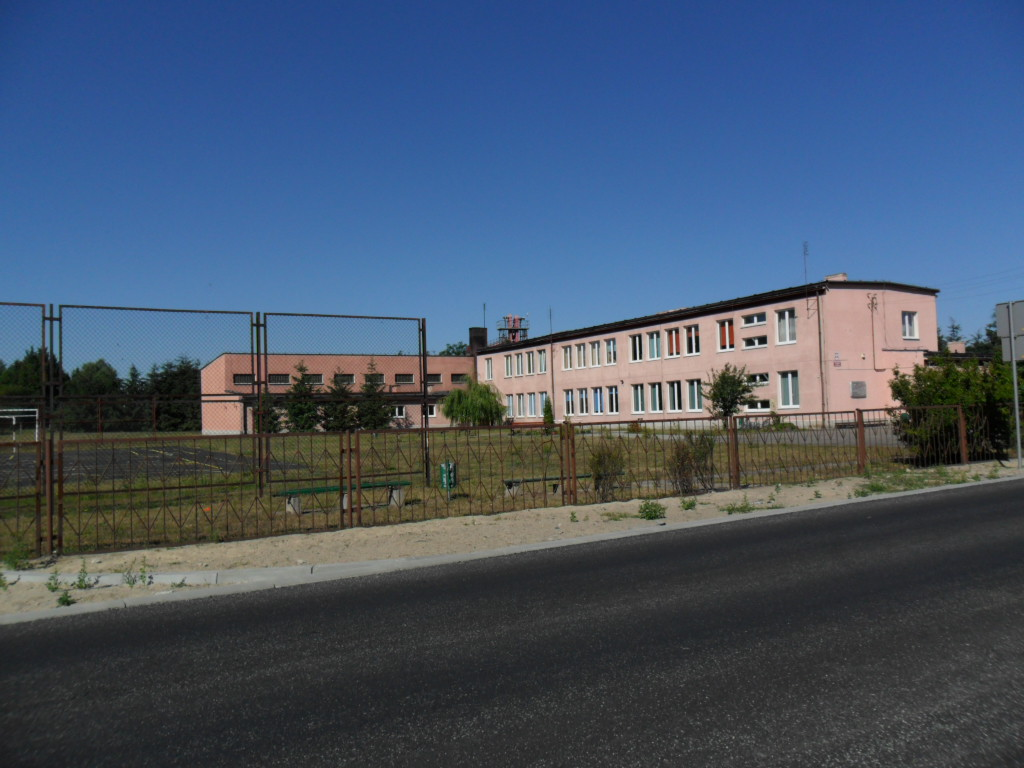
Şcoala
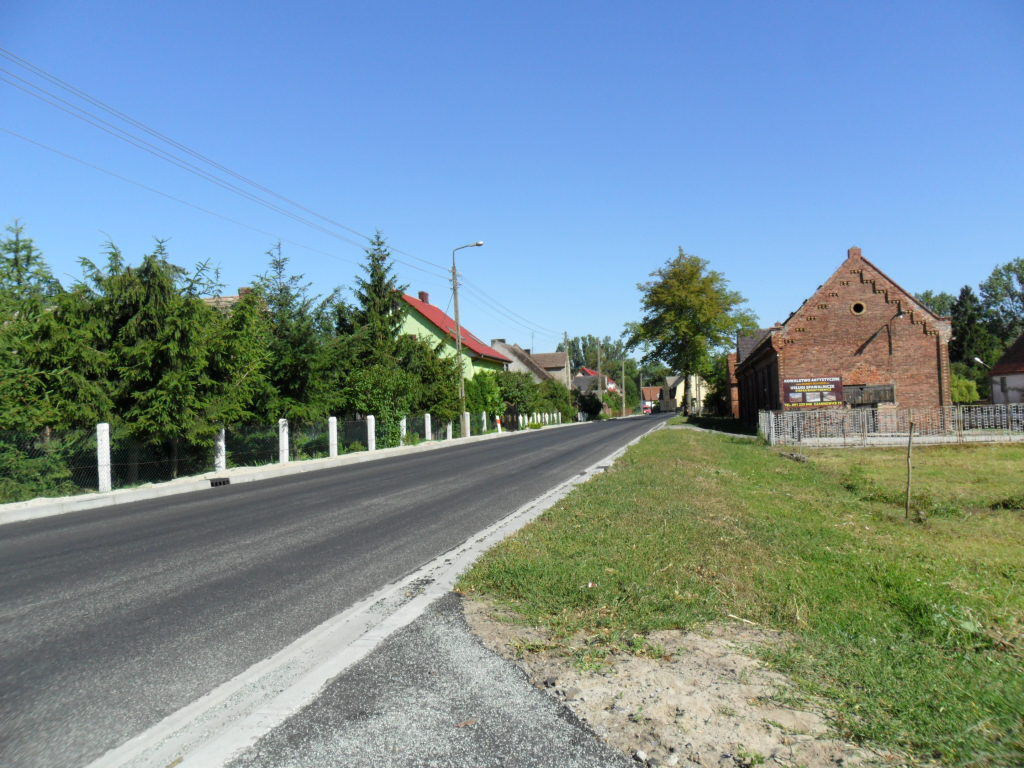
Acces rutier în localitate
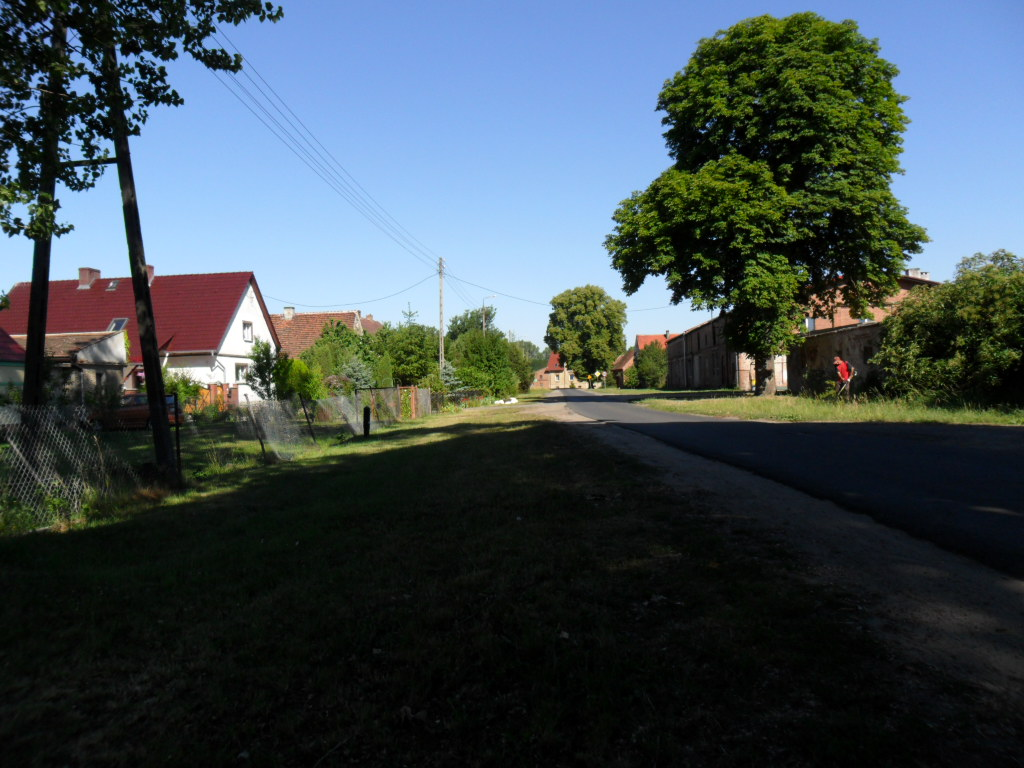